# Massengräber in Postojna
Auf dem Gebiet der Gemeinde Postojna in Slowenien wurden bisher (Stand 1/2024) insgesamt drei Massengräber aus der Zeit um den Zweiten Weltkrieg gefunden.

## Postojna
In der Stadt Postojna wurde ein Massengrab gefunden. Das Kiefern-Schacht-Massengrab (slowenisch: Grobišče Brezno v borovcih) liegt südöstlich von Postojna, zwischen dem Kleinen und dem Großen Trebevnik-Hügel (Mali und Veliki Trebevnik). Es handelt sich um ein steiles Erdloch, das die Überreste unbekannter Opfer enthält.

## Bukovje
- In Bukovje befindet sich ein Massengrab aus der Endphase des Zweiten Weltkriegs. Das Schachtmassengrab Martinove Hrastnice (Grobišče Brezen v Martinovih Hrastnicah) liegt an einem hügeligen Hang nordwestlich der Siedlung. Es enthält die Überreste von mindestens sieben Opfern, wahrscheinlich deutschen Soldaten, die im Januar oder Februar 1945 getötet wurden.[2]

## Planina
- Das Massengrab der Liplje-Höhle (slowenisch: Grobišče Lipeljska jama) liegt am Hang des Berges Planina (Planinska gora), nordöstlich des Gipfels. Es enthält die Überreste unbestimmter Opfer, basierend auf Skelettresten, die von Höhlenforschern entdeckt wurden.[3]